# Pain of Salvation
Pain of Salvation – szwedzki zespół muzyczny wykonujący metal progresywny, założony w 1984 roku w Eskilstunie.

## Historia zespołu

### Wczesne lata (1984−1996)
W 1984 roku, jedenastoletni Daniel Gildenlöw założył zespół "Reality" w rodzinnym mieście Eskilstuna w Szwecji. Jednym z członków tego zespołu był Daniel Magdic, który pozostanie w zespole aż do nagrania pierwszego albumu w 1997 roku. W 1987 roku, Reality zostali zakwalifikowanie do udziału w Corocznym Szwedzkim Konkursie Muzycznym "Rock-SM". Członkowie zespołu byli najmłodszymi uczestnikami w historii konkursu, a Daniel Gildenlöw zdobył nagrodę "Najlepszy Wokalista".
W 1990 roku skład zespołu zaczął się nieco zmieniać. Główni kompozytorzy muzyki "Reality": Gildenlöw i Magdic musieli dokonać lekkich zmian, gdyż nie byli w stanie realizować swoich zamysłów muzycznych z ówczesnymi członkami zespołu. Za perkusją zasiadł Johan Langell (wtedy 14-letni). Do zespołu doszedł również nowy basista, Gustaf Hielm. W 1991 roku zespół zmienił również nazwę na "Pain of Salvation", pod którą funkcjonuje do dziś. Przez następne 3 lata zespół uczestnicząc i wygrywając konkursy, zdobywał sobie popularność w rodzimej Szwecji.
W 1994 roku, Kristoffer Gildenlöw (młodszy brat Daniela) zastąpił Gustafa Hielma (który później dołączył do innego szwedzkiego zespołu Meshuggah) na gitarze basowej. W składzie zawierającym braci Gildenlöw, Daniela Magdica i Johana Langella, zespół nagrał w lokalnym studiu nagraniowym pierwsze demo: Hereafter, które stanowiło połączenie starego i nowego materiału. Pomimo nagrania wcześniej kilku kaset, to demo jako pierwsze zostało porozsyłane do różnych wytwórni płytowych w nadziei na podpisanie kontraktu. Zespół również z pomocą owego dema zaczął poszukiwania klawiszowca. Na odzew odpowiedział Fredrik Hermansson, który jesienią 1996 roku został piątym członkiem Pain of Salvation.

### Nagranie i wydanie pierwszego albumu (1996–1997)
Dwoma pierwszymi wytwórniami do których zostało wysłane demo były Marquee/Belle Antique (japońska wytwórnia płytowa) i Roasting House (profesjonalne studio nagraniowe w Malmö w Szwecji). Na początku 1997 roku, zespół nagrał debiutancki album Entropia w Roasting House Studio. Album został wydany w Azji nakładem wytwórni Avalon (własność Marquee) w sierpniu 1997 roku, gdzie spotkał się z ciepłym przyjęciem. W rezultacie tego, Marquee zdecydowało się wysłać Daniela do Tokio, gdzie podczas jednego tygodnia w październiku uczestniczył w konferencjach prasowych i udzielał wywiadów dla prasy muzycznej. Pomimo wydania albumu jedynie w Azji, album można było zakupić również w internetowych sklepach z muzyką. Rosnąca popularność Entropii umocniła pozycję Pain of Salvation na scenie metalu progresywnego i nakłoniło rumuńską wytwórnię płytową SC Rocris Discs do wydania albumu na swoim rynku.
Entropia pojawiła się w Europie dopiero w 1999 roku, po podpisaniu kontraktu z wytwórnią InsideOut Music po wydaniu drugiego albumu zespołu One Hour by the Concrete Lake. W Południowej Ameryce album ukazał się nakładem Hellion Records w tym samym roku.

### Kolejny album (1998−1999)
Przygotowania do nagrania drugiego albumu grupy pokrzyżowało odejście z zespołu Daniela Magdica. Daniel zrezygnował z dalszej współpracy nie dając rady rosnącymi wymaganiami członków grupy spowodowanymi sukcesem grupy. Pomimo tak nagłego odejścia, Daniel nadal pozostaje z członkami grupy w dobrych relacjach. Daniela niebawem zastąpił Johan Hallgren, z którym Daniel Gildenlöw grał kiedyś w zespole Crypt of Kerberos. Johan został natychmiastowo wciągnięty w prace nad nowym albumem. Z powodu niesamowitej złożoności partii gitar przygotowanych na album, Daniel Gildenlöw był przygotowany do tego, że wszystkie ścieżki gitar będzie musiał nagrać sam. Johan Hallgren zadziwił wszystkich tym, że w 3 tygodnie zdołał się nauczyć całego albumu. Poskutkowało to oficjalnym przyjęciem do zespołu w kwietniu 1998 roku.
Album One Hour by the Concrete Lake został wydany w Azji (po raz kolejny nakładem wytwórni Avalon) w lipcu 1998 roku, spotykając się z podobnie gorącym przyjęciem jak poprzednik. Album przyciągnął uwagę fanów z dalszych części świata, pomimo wydania jedynie w Azji. Krytycy, również z Europejskiej prasy muzycznej oceniły album jako o wiele mroczniejszy i dojrzalszy niż Entropia. Rozgłos w Europie poskutkował podpisaniem kontraktu płytowego z dużą wytwórnią specjalizującą się w progresywnych brzmieniach InsideOut Music, umożliwiając wydanie swoich albumów w Europie i Ameryce.
Podczas premiery albumu w Południowej Ameryce (ponownie wydany przez wytwórnię Hellion) w maju 1999 roku, zespół odbywał europejskie tournée supportując progresywno metalowe zespoły: Threshold (Wielka Brytania) i Eldritch (Włochy). 14 listopada 1999 roku Pain of Salvation po raz pierwszy wystąpili na festiwalu ProgPower w Tilburgu w Holandii.

### Zdobycie uznania (2000−2003)
Po krótkiej przerwie zespół rozpoczął nagrywanie trzeciego studyjnego albumu jakim był The Perfect Element, part I. Nagrań dokonano od marca do lipca 2000 roku, a wydanie albumu miało miejsce w październiku tego samego roku. Album zdobył uznanie fanów i skutkował europejskim tournée trwającym przez wrzesień i październik 2000 roku, podczas którego Pain of Salvation grali wraz z zespołem Arena (Wielka Brytania). W lutym 2001 roku, zespół zagrał pierwszy koncert w USA na festiwalu ProgPower. W tym wydarzeniu brały udział również takie zespoły jak Symphony X czy Evergrey. Miesiąc potem, zespół również odwiedził Islandię po raz pierwszy.
Pod koniec 2001 roku, Pain of Salvation nagrali czwarty studyjny album zatytułowany Remedy Lane. Ciekawostą jest to, iż Daniel Gildenlöw napisał teksty i muzykę do tego albumu przez dwa miesiące, a mianowicie przez sierpień i wrzesień 2001 roku. Wydany w styczniu 2002 roku album, został okrzyknięty najlepszym albumem grupy do tej pory. Podczas tournée promującego Remedy Lane, Pain of Salvation zostali zaproszeni na część trasy koncertowej jako support dla Dream Theater.
Oba albumy były już o wiele łatwiejsze w dostępie dla wielu fanów. Fani chwalili zespół za zmienne i świeże brzmienia, oraz genialne koncepty tekstowe. The Perfect Element, part I ukazuje wchodzenie w dorosłość. Scarsick, wydany w 2007 roku jest kontynuacją owego konceptu i często jest nazywany przez fanów The Perfect Element, part II, pomimo tego że nigdzie nie jest to napisane. Remedy Lane jest częściowo autobiograficzną, częściowo fikcyjną opowieścią Daniela Gildenlöwa o miłości i życiu. The Perfect Element, part I i Remedy Lane zostały nagrane w studio Roasting House Studio w Szwecji.
12 maja 2003 roku, Pain of Salvation zagrali akustyczny koncert w swoim gościnnym mieście Eskilstuna. Koncert został nagrany i wydany jako 12:5 na początku 2004 roku. Album zawiera zupełnie nieznane dotąd fanom aranżacje znanych utworów. Zmiana taka spowodowana była pragnieniem Daniela Gildenlöwa, aby nie zagrać kolejnego, zwykłego koncertu unplugged.

### "BE"(2004–2005)
Przez 2003 i 2004 rok grupa pracowała nad ich jak dotąd najdojrzalszym dziełem opisującym naturę egzystencji Boga i ludzkości. Daniel Gildenlöw dopracowywał swój pomysł już od 1996 roku. Nagrywanie albumu było poprzedzone kilkoma koncertami w Eskilstunie, gdzie album był odgrywany w całości. W koncertach uczestniczyła również dziewięcioosobowa orkiestra The Orchestra of Eternity, która była w zamyśle Gildenlöwa nieodłączną częścią materiału na nową płytę. Po wyciągnięciu wniosków z koncertów i ostatecznych poprawkach, grupa rozpoczęła nagrywanie w lutym 2004 roku.
We wrześniu 2004 roku wydany został jeden z najambitniejszych albumów grupy, "BE". Był to pierwszy album którego recenzje były rozbieżne. Fani mieli podzielone zdania z powodu muzycznych eksperymentów i filozoficznej, trudnej w odbiorze tematyki. Na albumie pojawiła się również The Orchestra of Eternity. W utworach zostały również wykorzystane wiadomości fanów otrzymane za pośrednictwem telefonu. Fani mieli zostawiać wiadomości, uprzedzeni przez zespół iż dzwonią do “maszyny odpowiadającej Boga”. Fani podeszli do sprawy bardzo emocjonalnie, gdyż na albumie można usłyszeć śmiech, płacz a nawet głębokie wyznania fanów. Wiadomości zostały odtworzone podczas spokojnej, instrumentalnej części albumu.

### Scarsick(2005–2009)

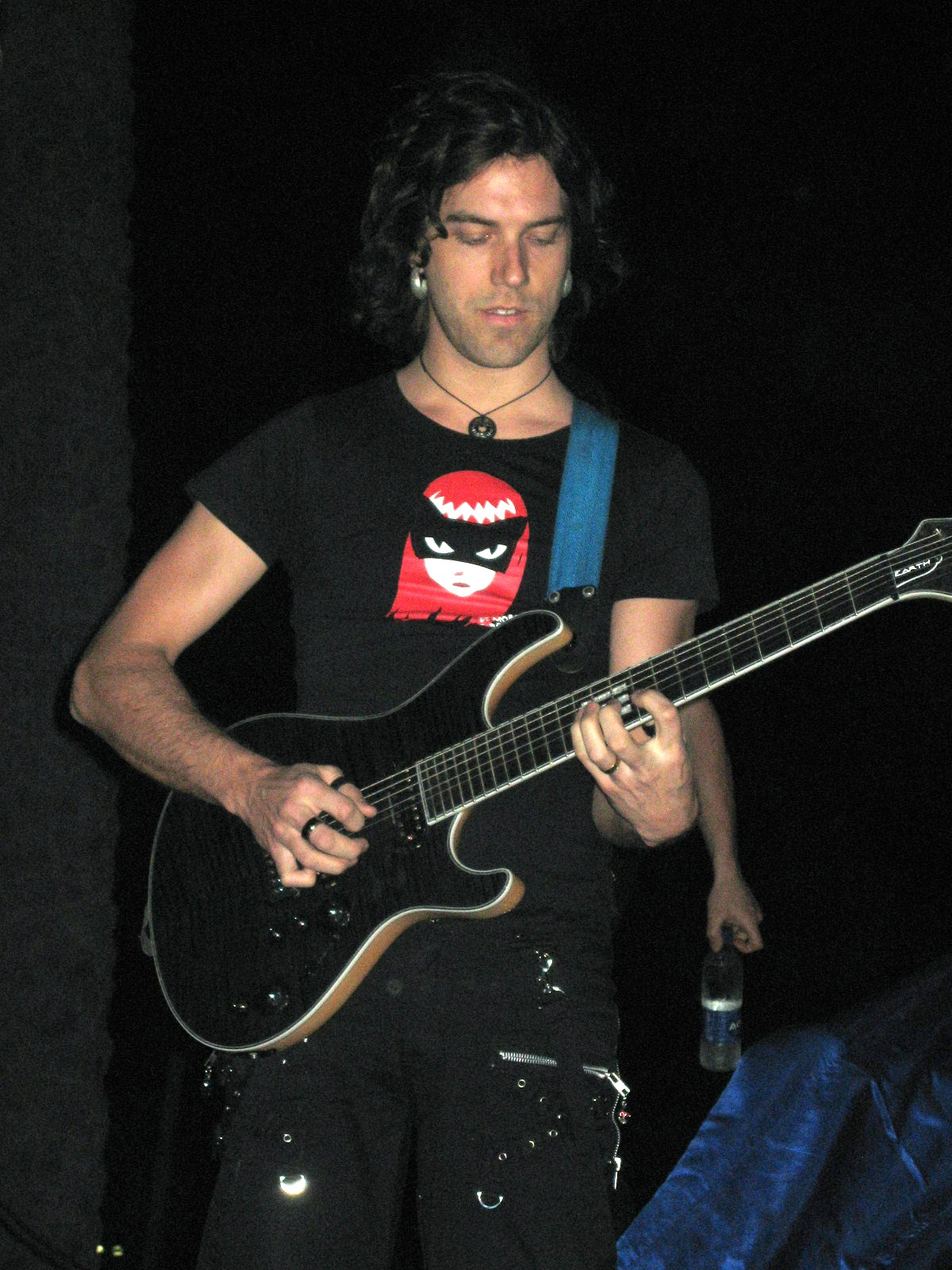
Daniel Gildenlöw w 2007 roku.

Pain of Salvation nie grali w Stanach od 2004 roku, kiedy to Daniel Gildenlöw wyraził swoje niezadowolenie polityką dla obcokrajowców, nakazującą mu skanowanie palców, jednocześnie wyrażając pogardę dla administracji Busha. Daniel odczuwał, że czynności przeprowadzane podczas odprawy naruszały zasady demokracji. 22 stycznia 2009 roku, Daniel wyraził swoje poparcie dla nowego prezydenta USA, Baracka Obamy i oświadczył, że grupa będzie występować dalej w Ameryce, jednak podkreślił swój sprzeciw przeciwko zbieraniu odcisków palców.
21 lutego 2006 Kristoffer Gildenlöw został poproszony o opuszczenie zespołu. Odejście wiązało się z tym że Kristoffer, który przeprowadził się do Holandii, nie był w stanie regularnie pojawiać się na próbach zespołu, odbywających się w rodzimej Szwecji. Kristoffer planuje w przyszłości wydać solową płytę. Bierze również udział w projeksie Dial, z którym wydał pierwszy album "Synchronized" w 2007 roku.
Kolejny album studyjny zatytułowany Scarsick został wydany 22 stycznia 2007 roku, pomimo wcześniejszych zapowiedzi mówiących o wydaniu w grudniu 2006 roku. Wywiady z Danielem ujawniły, że album jest kontynuacją konceptu z The Perfect Element, part I. Z powodu odejścia Kristoffera, Daniel zastąpił go w studiu, grając również na gitarze basowej. Grupa wyruszyła na europejską trasę koncertową, dając zarazem kilka koncertów poza Europą, np. w Egipcie. Podczas koncertów Kristoffera zastąpił wynajęty basista, Simon Andersson. 10 marca 2007 stał się oficjalnym członkiem zespołu, zostając umieszczony w książeczce koncertu wydanego na DVD wraz z innymi muzykami zespołu. Zapisem który znalazł się na albumie Ending Themes (On the Two Deaths of Pain of Salvation) był koncertem z Amsterdamu i zawierał cover znanego utworu Leonarda Cohena, Hallelujah. Album koncertowy ukazał się w sprzedaży 24 marca 2009 roku.
29 kwietnia 2007 roku na oficjalnej stronie zespołu pojawiła się informacja o odejściu z zespołu Johana Langella. Jako powód Johan powiedział, że chce poświęcić więcej czasu dla rodziny. Swoją decyzję przesunął w czasie, aby zespół mógł dokończyć tournée. Zapewnił jednak członków zespołu, że po odejściu znajdzie nieco czasu, aby nauczyć ścieżek perkusji swojego następcę. 6 października 2007 roku, podczas koncertu na festiwalu "Motstoy" w Notodden, zostało ogłoszone, że następcą Johana Langella został Léo Margarit. Obaj perkusiści uczestniczyli w koncercie, a Leo ogłosił swoje dojście do zespołu w 3 minutowym perkusyjnym solo pod koniec utworu "Nightmist". Pod koniec 2008 roku Simon Andersson opuścił zespół. Powód jego decyzji nie jest znany, lecz na oficjalnej stronie internetowej zespołu, Simon oznajmił, że reszta członków grupy zrozumiała jego decyzję, a samo odejście pozwoli mu skupić się na innych projektach muzycznych.
13 lutego 2009 roku na portalu Myspace pojawiła się informacja, że Pain of Salvation weźmie udział w kilku koncertach na początku lata podczas trasy koncertowej Dream Theater "Progressive Nation 2009". Mógł to być powrót na sceny w USA po pięciu latach nieobecności, jednak bankructwo wytwórni płytowej SPV zmusiło Pain of Salvation i Beardfish do powrotu, z powodu braku finansowania.
W niedawno przeprowadzonym wywiadzie Daniel Gildenlöw wyjawił, że premiera nowego albumu była planowana na sierpień 2009 roku, podczas koncertów "Progressive Nation", jednak teraz data wydania nie jest znana. Pierwszym utworem, który prawdopodobnie może pojawić się na nowym albumie jest "Mortar Grind", zagrany po raz pierwszy na koncercie 1 listopada 2008 roku. Z tego samego wywiadu można się dowiedzieć, że nowy album będzie zawierał 2 płyty i 22 utwory o tematyce podobnej do Remedy Lane. Od strony muzycznej zostały zapowiedziane również duże zmiany.

### Road Salt - Ivory(2009-dziś)
3 września 2009 roku został ujawniony pierwotny tytuł nowego albumu: "Road Salt". Wydanie płyty zostało zaplanowane na początek 2010 roku. Ponadto ujawniono 4 tytuły nowych utworów: "Linoleum", "Sisters", "Gone" i "No Way". Grupa zapowiedziała również wydanie w listopadzie minialbumu zawierającego nowe utwory oraz 1 cover. 12 maja 2010 roku ukazał się siódmy album studyjny formacji zatytułowany Road Salt One.

## Muzycy
| - Daniel Gildenlöw – wokal prowadzący, gitara (od 1984) - Léo Margarit – perkusja, wokal wspierający (od 2007) - Daniel Karlsson – instrumenty klawiszowe, wokal wspierający (od 2011) - Gustaf Hielm – gitara basowa (od 2013) - Johan Hallgren – gitara, wokal wspierający (1998-2011,2017-) - Ragnar Zolberg – gitara, wokal wspierający (2012−2013) - Gustaf Hielm – gitara basowa (1992–1994, 2011–2013) - Per Schelander – gitara basowa (2009–2010) - Daniel Karlsson – gitara basowa, instrumenty klawiszowe (2011) - Clay Withrow – gitara, wokal wspierający (2014) | - Joakim Strandberg – gitara basowa (1984–1990) - Mikael Pettersson – perkusja (1984–1989) - Daniel Magdic – gitara (1986−1997) - Johan Langell – perkusja, wokal wspierający (1989-2007) - Magnus Johansson – gitara basowa (1990–1992) - Kristoffer Gildenlöw – gitara basowa, wokal wspierający (1994-2006) - Fredrik Hermansson – instrumenty klawiszowe (1996-2011) - Ragnar Zolberg – gitara, wokal wspierający (2013–2017) - Simon Andersson – gitara basowa, wokal wspierający (2007–2008) |

## Dyskografia

### Albumy studyjne
| Entropia                                | - Data: 21 sierpnia 1997 - Wydawca: Avalon              | –  | –  | –  | –   | – | –  |
| One Hour by the Concrete Lake           | - Data: 21 lipca 1998 - Wydawca: Avalon                 | –  | –  | –  | –   | – | –  |
| The Perfect Element, part I             | - Data: 31 października 2000 - Wydawca: InsideOut Music | –  | –  | –  | –   | – | –  |
| Remedy Lane                             | - Data: 15 stycznia 2002 - Wydawca: InsideOut Music     | –  | –  | –  | –   | – | –  |
| "BE"                                    | - Data: 12 października 2004 - Wydawca: InsideOut Music | –  | –  | –  | –   | – | –  |
| Scarsick                                | - Data: 22 stycznia 2007 - Wydawca: InsideOut Music     | 87 | –  | 6  | 155 | – | –  |
| Road Salt One                           | - Data: 12 maja 2010 - Wydawca: InsideOut Music         | –  | 41 | 17 | 129 | 7 | –  |
| Road Salt Two                           | - Data: 26 września 2011 - Wydawca: InsideOut Music     | –  | 32 | 24 | 195 | – | 82 |
| Falling Home                            | - Data: 10 listopada 2014 - Wydawca: InsideOut Music    | –  | –  | –  | –   | – | –  |
| In the Passing Light of Day             | - Data: 13 stycznia 2017 - Wydawca: InsideOut Music     | 28 | 32 | –  | 107 | – | 86 |
| „–” oznacza, że album nie był notowany. |                                                         |    |    |    |     |   |    |

### Albumy koncertowe
| 12:5                                                   | - Data: 23 lutego 2004 - Wydawca: InsideOut Music   | 158 |
| "BE" Original Stage Production                         | - Data: 26 kwietnia 2005 - Wydawca: InsideOut Music | –   |
| Ending Themes (On the Two Deaths of Pain of Salvation) | - Data: 2 marca 2009 - Wydawca: InsideOut Music     | –   |
| „–” oznacza, że album nie był notowany.                |                                                     |     |

### Inne
| Tytuł                       | Dane dot. albumu                                     |
| --------------------------- | ---------------------------------------------------- |
| Hereafter (demo)            | - Data: 1996 - Wydawca: wydanie własne               |
| The Painful Chronicles (EP) | - Data: 1999 - Wydawca: Metal Hammer                 |
| Linoleum (EP)               | - Data: 16 listopada 2009 - Wydawca: InsideOut Music |

## Teledyski
| Tytuł            | Rok  | Reżyseria              | Album                         | Źródło |
| ---------------- | ---- | ---------------------- | ----------------------------- | ------ |
| "! (Foreword)"   | 1997 | –                      | Entropia                      | [ 13 ] |
| "Pilgrim"        | 1998 | –                      | One Hour By The Concrete Lake | [ 13 ] |
| "Inside"         | 1998 | –                      | One Hour By The Concrete Lake | [ 13 ] |
| "Ashes"          | 2000 | –                      | The Perfect Element Pt.1      | [ 13 ] |
| "Ending Theme"   | 2002 | –                      | Remedy Lane                   | [ 13 ] |
| "Undertow"       | 2002 | –                      | Remedy Lane                   | [ 13 ] |
| "Linoleum"       | 2010 | Owe Lingwall           | Linoleum                      | [ 14 ] |
| "Where It Hurts" | 2011 | Owe Lingwall           | Road Salt One                 | [ 15 ] |
| "1979"           | 2014 | Stefan Daniels         | Falling Home                  | [ 16 ] |
| "Falling Home"   | 2015 | Hilmir Berg Ragnarsson | Falling Home                  | [ 17 ] |
| "Meaningless"    | 2016 | Lynx Pictures          | In The Passing Light Of Day   | [ 18 ] |
| "Reasons"        | 2016 | Lynx Pictures          | In The Passing Light Of Day   | [ 19 ] |